# Myrsine porteriana
Myrsine porteriana är en viveväxtart som beskrevs av Nathaniel Wallich och A. Dc. Myrsine porteriana ingår i släktet Myrsine och familjen viveväxter. Inga underarter finns listade i Catalogue of Life.